# Speicherbereich
Der Speicherbereich bezeichnet in der Informatik einen zusammenhängenden Abschnitt des Arbeitsspeichers, Adressraums oder Massenspeicher eines Computers.

## Arbeitsspeicher
Bei einfachen Computern ohne Memory Management Unit kann der Programmierer, unter Beachtung der von der Prozessorarchitektur festgelegten Regeln, die Speicherbereiche, die ein Programm verwendet, selbst definieren. In der Regel werden Bereiche für Programmcode, Daten und den Stack festgelegt. Die Gesamtheit dieser Speicherbereiche wird Memory Map genannt. Beispiele für einfache Computer sind der erste IBM PC, der Sinclair ZX80 oder der Commodore PET.
Ausgefeiltere Betriebssysteme, wie Microsoft Windows, zwingen den Programmierer dazu, sein Programm in einem etablierten Format für Programme, wie z. B. ELF, COFF, PE oder Mach‐O, zu erstellen. Diese Formate erlauben es, Speicherbereiche für Programmcode, Daten und den Stack festzulegen. Die so definierten Speicherbereiche werden Segmente, genauer Daten‐, Code‐ und Stacksegment genannt.
Bei Mehrbenutzersystemen ist es wünschenswert, dass die Speicherbereiche/Segmente mithilfe der Memory Management Unit des Prozessors verwaltet werden, damit es nicht zu Exploits zwischen einzelnen Prozessen – insbesondere den Prozessen verschiedener Benutzer – oder einem Prozess und dem Betriebssystemkern kommt.

## Massenspeicher
Diverse Dateisysteme, z. B. ZFS, Btrfs, XFS oder Ext4, teilen den Speicher auf einem Massenspeicher in Speicherbereiche für Daten und Metadaten auf.